# Karta pamięci

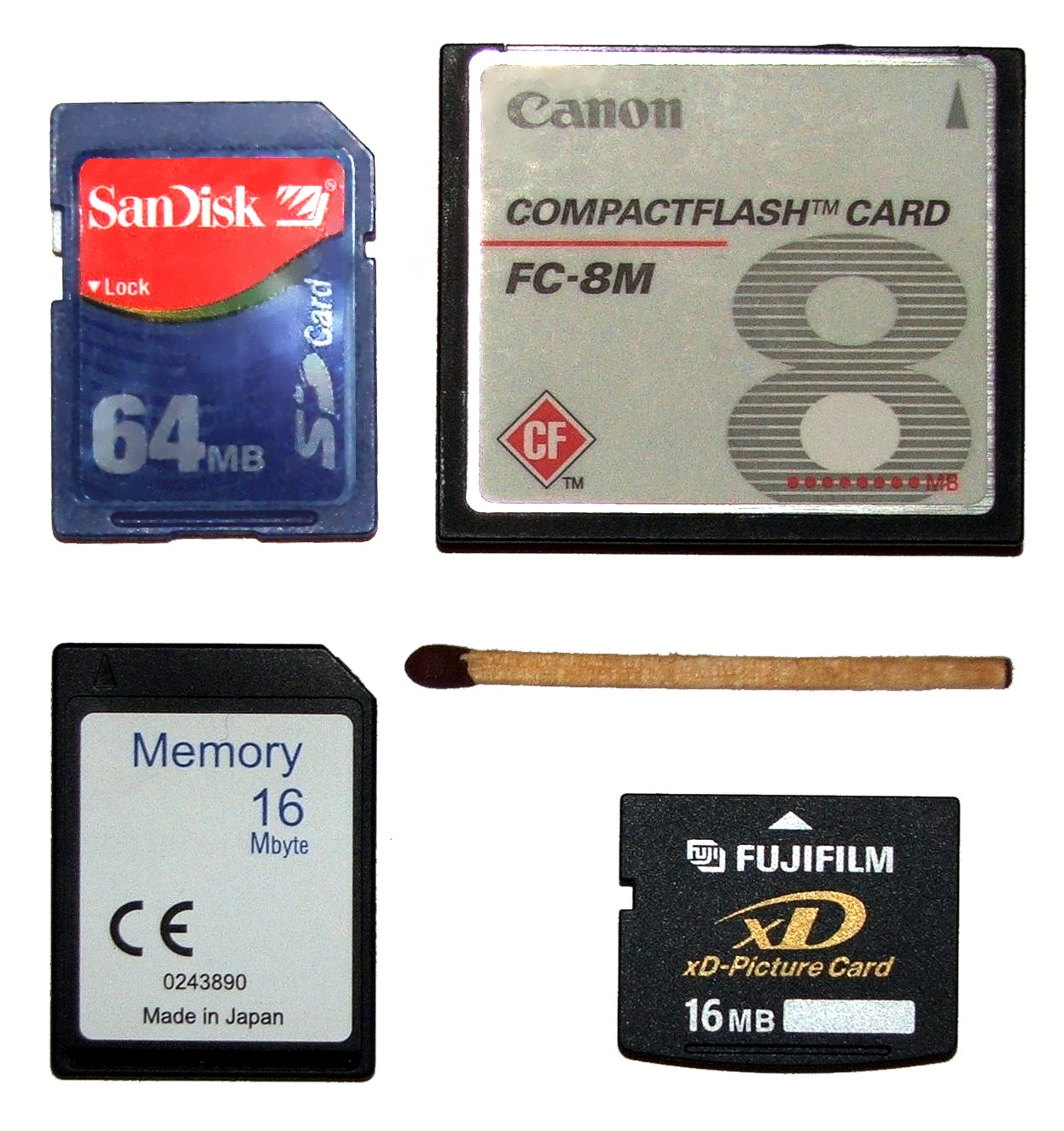
Porównanie wielkości kilku typów kart pamięci

Karta pamięci (ang. memory card) – półprzewodnikowy nośnik danych.

## Zastosowanie
Karty pamięci stosuje się w urządzeniach takich jak:
- aparaty cyfrowe
- palmtopy
- telefony komórkowe
- odtwarzacze MP3
- kamery cyfrowe
- przenośne odtwarzacze multimedialne (PMP)
- komputery
- ramki cyfrowe
- konsole
- tablety
- czytniki e-booków.

Służą one do zapisywania i przenoszenia danych.

## Tabela z wybranymi formatami kart typu flash
| Nazwa                                    | Skrót               | Wymiary              | DRM                         | Pojemności (do * MB/GB/TB) |
| ---------------------------------------- | ------------------- | -------------------- | --------------------------- | -------------------------- |
| PC Card                                  | PCMCIA              | 85.6 × 54 × 3.3 mm   | Brak                        |                            |
| CompactFlash I                           | CF-I                | 43 × 36 × 3.3 mm     | Brak                        | 64 GB                      |
| CompactFlash II                          | CF-II               | 43 × 36 × 5.5 mm     | Brak                        | 8 GB                       |
| SmartMedia                               | SM / SMC            | 45 × 37 × 0.76 mm    | Brak                        | 128 MB                     |
| Memory Stick                             | MS                  | 50.0 × 21.5 × 2.8 mm | MagicGate                   | 128 MB                     |
| Memory Stick PRO                         | MS ??               | 31.0 × 20.0 × 1.6 mm | MagicGate                   | 4 GB                       |
| Memory Stick Duo                         | MSD                 | 31.0 × 20.0 × 1.6 mm | MagicGate                   | 128 MB                     |
| Memory Stick PRO Duo                     | MSX                 | 31.0 × 20.0 × 1.6 mm | MagicGate                   | 32 GB                      |
| Memory Stick PRO-HG Duo                  | M??                 | 31.0 × 20.0 × 1.6 mm | MagicGate                   | 4 GB                       |
| Memory Stick Micro M2                    | M2                  | 15.0 × 12.5 × 1.2 mm | MagicGate                   | 8 GB                       |
| MultiMedia Card                          | MMC                 | 32 × 24 × 1.5 mm     | Brak                        | 4 GB                       |
| Reduced Size Multimedia Card             | RS-MMC              | 16 × 24 × 1.5 mm     | Brak                        | 2 GB                       |
| Reduced Size Multimedia Card mobile/plus | MMCmobile / MMCplus | 24 × 32 × 1,4 mm     | Brak                        | 2 GB                       |
| MMCmicro Card                            | MMCmicro            | 12 × 14 × 1.1 mm     | Brak                        | 16 MB – 2 GB               |
| Secure Digital Card                      | SD                  | 32 × 24 × 2.1 mm     | CPRM                        | 2 TB                       |
| Secure Digital eXtended Capacity Card    | SDXC                | 32 × 24 × 2.1 mm     | CPRM                        | 2048 GB                    |
| miniSD Card                              | miniSD              | 21.5 × 20 × 1.4 mm   | CPRM                        | 8 GB                       |
| microSD Card, TransFlash                 | microSD, TF         | 11 × 15 × 1 mm       | CPRM                        | 1 TB                       |
| xD-Picture Card                          | xD                  | 20 × 25 × 1.7 mm     | Olympus                     | 512 MB                     |
| xD-Picture Card typu M                   | xDM                 | 20 × 25 × 1.7 mm     | Olympus                     | 2 GB                       |
| xD-Picture Card typu H                   | xDH                 | 20 × 25 × 1.7 mm     | Olympus i Fujifilm (w 2 GB) | 2 GB                       |
| Intelligent Stick                        | iStick              | 24 × 18 x 2.8 mm     | Nieznane                    | ???                        |
| µ card                                   | µcard               | 32 × 24 x 1 mm       | Nieznane                    | 2 TB                       |

## Standardy
Do popularnych standardów kart pamięci należą:
- CompactFlash (CF)
- Secure Digital (SD)
- MultiMedia Card (MMC)
- Memory Stick (MS)
- SmartMedia (SM)
- xD
- T-Flash (znane jako microSD)

## Niektóre karty pamięci do konsoli wideo
- Nintendo 64
- Nintendo GameCube
- Sony PlayStation
- Sony PlayStation 2
- Sony PlayStation Portable
- Sony PlayStation 3
- Sega Dreamcast
- Wii U
- Sony Playstation 4